# Clifford P. Hansen

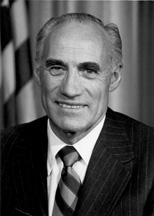
Clifford P. Hansen

Clifford Peter Hansen (* 16. Oktober 1912 in Zenith, Lincoln County, Wyoming; † 20. Oktober 2009 in Jackson, Wyoming) war ein US-amerikanischer Politiker der Republikanischen Partei. Er war von 1963 bis 1967 26. Gouverneur des Bundesstaates Wyoming und von 1967 bis 1978 US-Senator.

## Biografie
Hansen, der aus einer Familie stammte, die sich als Siedler und Viehzüchter im Jackson Hole niederließ, absolvierte nach dem Besuch öffentlicher Schulen in Jackson ein Studium der Agrarwissenschaft an der University of Wyoming, das er 1934 mit der Graduierung als Bachelor abschloss. Später war er von 1946 bis 1966 zunächst Mitglied und dann von 1955 bis 1962 auch Präsident des Stiftungsrates (Board of Trustees) der University of Wyoming. Daneben war er als Viehzüchter Funktionär in der Viehzüchtervereinigung von Wyoming, der Nationalen Rinderzüchtervereinigung sowie dem Viehzuchtforschungs- und Marketingberatungskomitee.
Bereits 1937 begann er seine politische Laufbahn mit der Wahl in den Senat von Wyoming, ehe er später Kommissionär der Columbia Interstate (Columbia Interstate Commissioner) sowie von Snake River (Snake River Commissioner) wurde und als solcher Unterzeichner des Snake River Compact vom 10. Oktober 1949, durch den die Stauung des Flusses zur Energieerzeugung beschlossen wurde. Von 1943 bis 1951 war er außerdem County Commissioner im Teton County.
Nach seiner Wahl zum Gouverneur des Bundesstaates Wyoming war er vom 7. Januar 1963 bis zum 2. Januar 1967 im Amt. Im Jahr 1966 wurde er als Mitglied der Republikanischen Partei zum US-Senator gewählt, wo er nach seiner Wiederwahl 1972 bis zu seinem Rücktritt am 31. Dezember 1978 die Interessen des Staates Wyoming in Washington, D.C. vertrat. Während seiner Zeit als Senator gehörte er unter anderem dem Ausschuss für Veteranen an.
Darüber hinaus gehörte er den Vorständen verschiedener Finanz- und gesellschaftspolitischen Organisationen an. Seine Tochter Mary Hansen Mead kandidierte 1990 erfolglos gegen den populären demokratischen Gouverneur Mike Sullivan; sie verstarb 1996 bei einem Reitunfall. Ihr Sohn Matt Mead, Hansens Enkel, gewann im November 2010 die Gouverneurswahlen in Wyoming.